# China Open 2011 (golf)

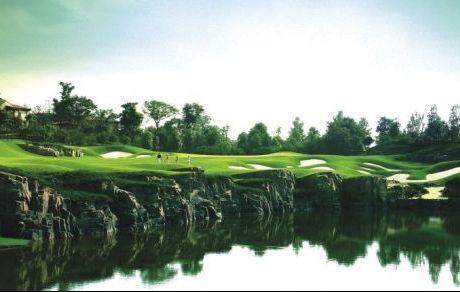
Luxehills

De 17de editie van het China Open werd van 21-24 april 2011 gespeeld op de Luxehills International Country Club, waar in 2010 het Luxehills Chengdu Open plaatsvond. Het Volvo China Open telt sinds 2005 mee voor de Europese PGA Tour en sinds 2009 ook voor de OneAsia Tour. Titelverdediger is Yong-eun Yang.
De Luxehills ligt in de historische stad Chengdu in de provincie Sichuan en zal voor het eerst als gastheer voor het China Open optreden. Ten opzichte van 2010 is het prijzengeld van het China Open met ongeveer 20% gestegen naar RMB 20.000.000, ongeveer US$ 3.000.000, hetgeen bijna de grootste prijzenpot is op de Europese Tour. Hiervan gaat ruim € 350.000 naar de winnaar.
In Chengdu is ook het Chengdu Research Base of Giant Panda Breeding. Pádraig Harrington en Pablo Martín werden uitgenodigd hieraan een bezoek te brengen.
De par-72 baan van Luxehills werd in 2007 geopend en is ontworpen door Mark Hollinger. China heeft ruim 500 golfbanen (2011).

## Volvo
Op de Europese Tour is Volvo al meer dan 70 keer toernooisponsor geweest. De winnaar van dit toernooi wordt door Volvo uitgenodigd voor de World Match Play Championship, dat in mei wordt gespeeld en waarvan Volvo ook de titelsponsor is.

## Het spelersveld
Er doen 156 spelers mee.
- 30 spelers van de top-200 van de Official World Golf Ranking
- 49 van de Europese PGA Tour
- 49 van de OneAsia Tour
- 10 van de Chinese rangorde
- 4 sponsoruitnodigingen
- winnaar Volvo China Jeugd Open
- 13 spelers die zich via vier toernooien kwalificeerden

Negen Chinese spelers kwalificeerden zich al door in de top-3 van het Volvo China Open kwalificatietoernooi te eindigen. 
 In Mid-China hadden Yang, XJ Zang en CL Zang dezelfde score, Yang is lid van Luxehills. Xin-jun Zang komt uit Xi'an en was lid van het nationale team. Hij is onlangs naar Chengdu verhuisd. De 25-jarige Chang-lei Zang uit Shanghai speelde in 2010 ook in het Open mee.
In Noord-China kwalificeerde zich een 17-jarige amateur. In Zuid-China eindigde het toernooi in een sudden death play-off tussen twee spelers.

## Verslag

#### Ronde 1
De ochtendronde is gestart maar nadat de eerste spelers negen holes hadden gespeeld werd het spelen ruim een uur gestopt vanwege dichte mist. Aan de leiding stonden Steven Alker, Richard Finch en Martin Wiegele met een score van −4. Joost Luiten had drie holes gespeeld en stond op −1, Robert-Jan Derksen en Nicolas Colsaerts spelen in de middagronde.
Na de hervatting van het spel ging de 39-jarige Steve Alker naar −6 en kwamen steeds meer spelers op −4 te staan, waaronder Luiten. Alker eindigde op −7 maar werd ingehaald door de Koreaan Chang-won Han, die enkele maanden geleden nog amateur was en in 2009 de eerste editie van het Aziatisch amateurkampioenschap won. Hij eindigde met vier birdies en ging naar −8.
Derksen en Luiten maakten beiden een bogey op hole 2 maar kwamen met een goed resultaat binnen. Colsaerts kon de laatste twee holes niet spelen omdat het te donker werd.

#### Ronde 1 en 2
Een paar spelers moesten ronde 1 nog afmaken, waaronder de Zuid-Afrikaan Keith Horne, die nog twee birdies maakte en aan de leiding ging. Colsaerts eindigde met drie birdies en ging naar −7.

Derksen sloeg voor Ronde 2 vanochtend als eerste af en kwam na een ronde van 65 een totaal van −11. Colsaerts maakte 67 en kwam op −12. Jeppe Huldahl en Grégory Havret hebben de leiding genomen met −12 maar werden 's middags ingehaald door Jamie Donaldson die elf birdies maakte en geen enkele bogie op zijn kaart had. Het was zijn beste ronde ooit. Hij heeft nog nooit op de Europese Tour gewonnen.

#### Ronde 3
Chang-won Han is de clubhouse leader nadat hij deze ronde een score van 65 binnenbracht. Nicolas Colsaerts, die een uur later startte, begon deze ronde met een eagle, na 13 holes staat hij op de tweede plaats, na een birdie op hole 16 deelde hij de leiding. en na een birdie op de laatste hole nam hij de leiding over.

#### Ronde 4
Na 9 holes stond Colsaerts op −21 en had hij een voorsprong van twee slagen op nummer 2, Pablo Martín, die nog maar twee holes te spelen had. Alleen een eagle op de laatste hole Pablo hoop op een play-off geven, maar het werd een birdie. Daarmee evenaarde hij het toernooirecord van Keith Horne en eindigde hij het toernooi op de 2de plaats samen met Danny Lee.
Voor Colsaerts was er nauwelijks bedreiging, zijn twee medespelers Peter Lawrie en Chang-won Han stonden na hole 9 op resp. −17 en −16.
Joost Luiten en Robert-Jan Derksen maakten een ronde met vier birdies, voor Luiten was dat net niet genoeg om in de top-10 te eindigen.
- Website OneAsia: leaderboard en Website Europese Tour: leaderboard

Stand na ronde 4 van de spelers die in de top-10 staan of stonden

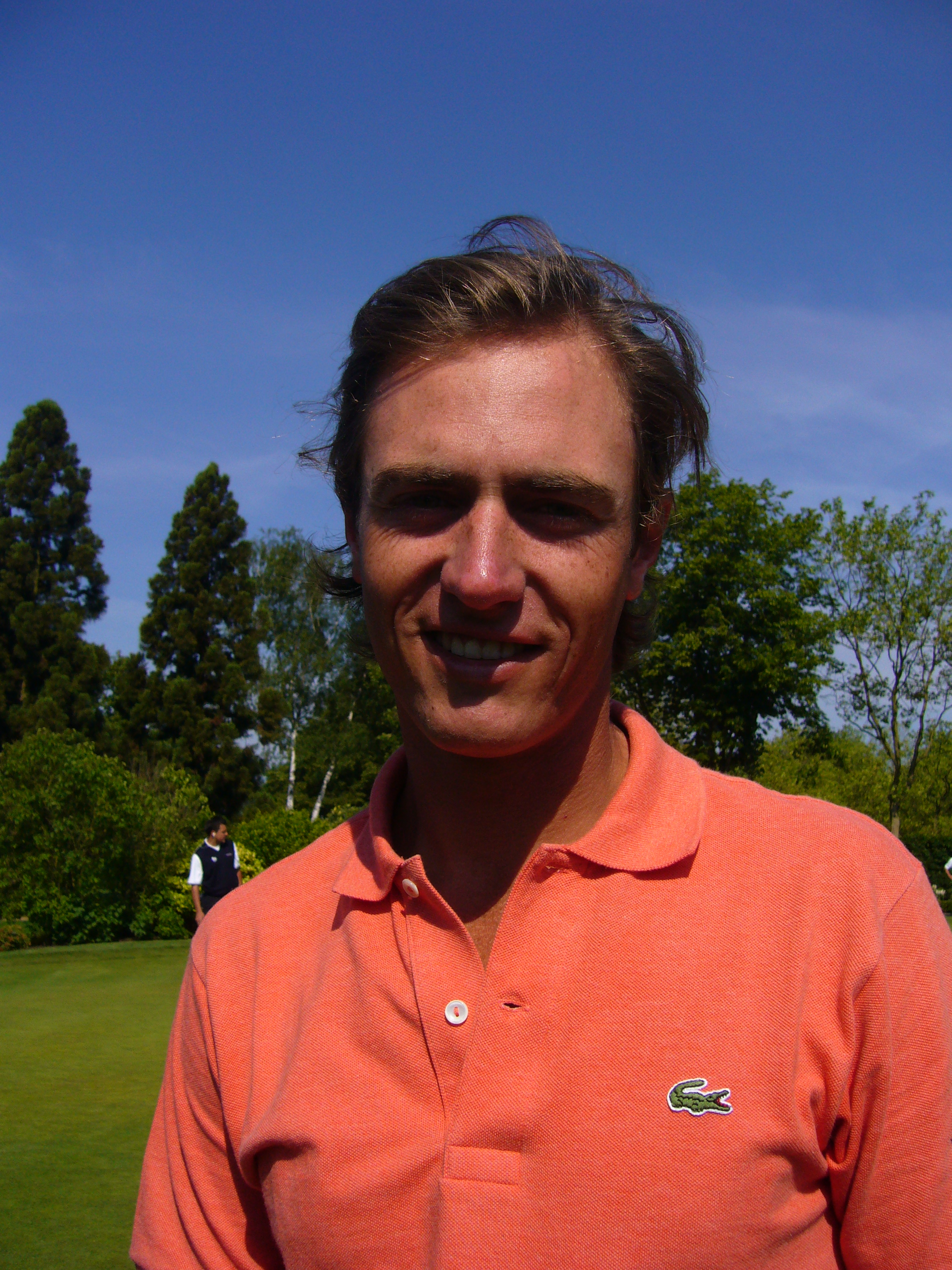
Nicolas Colsaerts, leider na R3 en R4

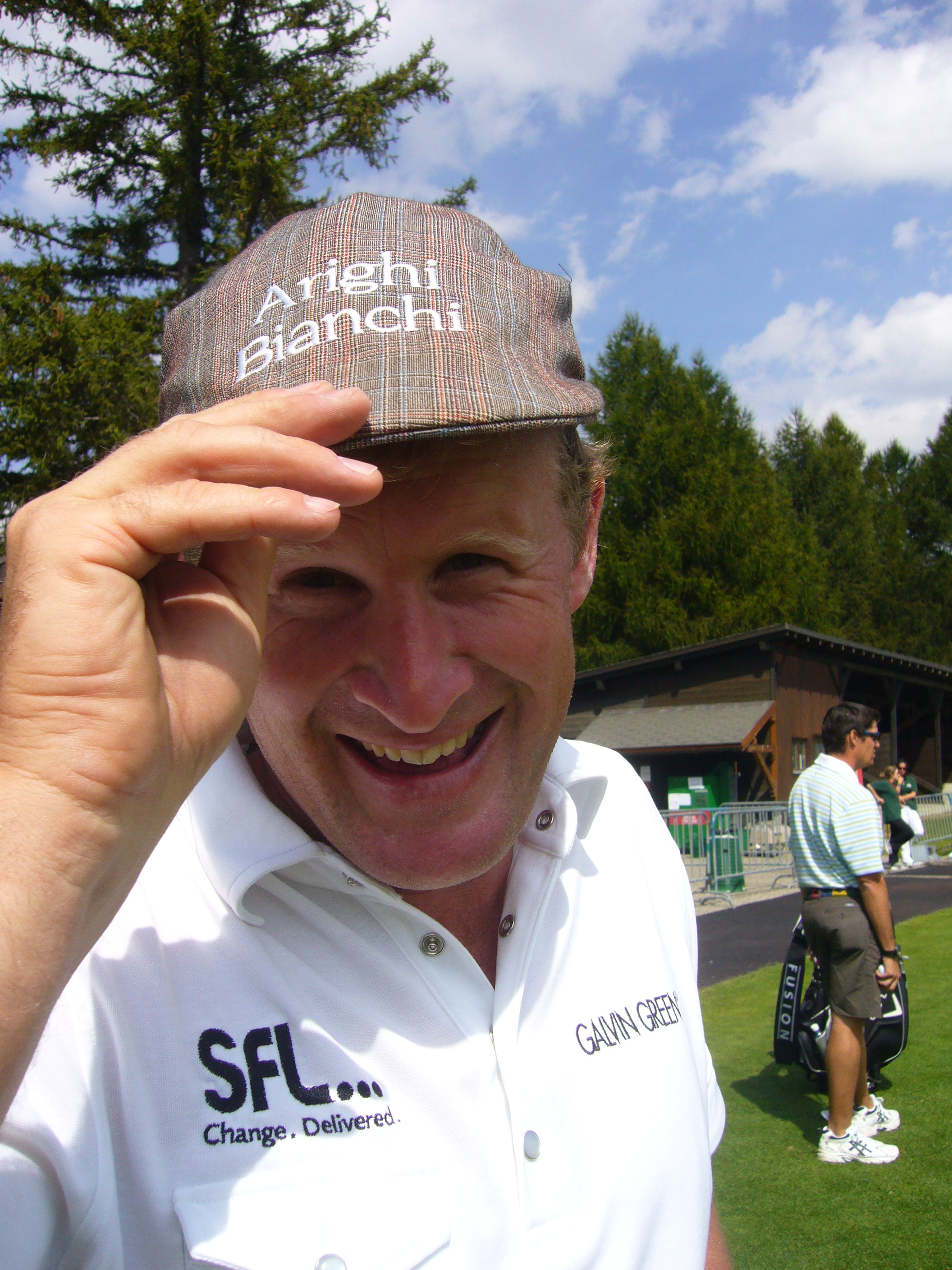
Jamie Donaldson, leider na R2

| Naam               | Score R1 | Score R1 | Stand | Score R2 | Score R2 | Totaal | Stand | Score R3 | Score R3 | Totaal | Stand | Score R4 | Score R4 | Totaal | Stand |
| ------------------ | -------- | -------- | ----- | -------- | -------- | ------ | ----- | -------- | -------- | ------ | ----- | -------- | -------- | ------ | ----- |
| Nicolas Colsaerts  | 65       | −7       | T3    | 67       | −5       | −12    | T2    | 66       | −6       | −18    | 1     | 66       | −6       | −24    | 1     |
| Pablo Martín       | 70       | −2       | T58   | 68       | −4       | −6     | T43   | 67       | −5       | −11    | T23   | 63       | −9       | −20    | T2    |
| Danny Lee          | 66       | −6       | T7    | 68       | −4       | −10    | T14   | 69       | −3       | −13    | T9    | 65       | −7       | −20    | T2    |
| Søren Kjeldsen     | 65       | −7       | T3    | 71       | −1       | −8     | T30   | 66       | −6       | −14    | T6    | 67       | −5       | −19    | T2    |
| Peter Lawrie       | 68       | −4       | T26   | 64       | −8       | −12    | T2    | 68       | −4       | −16    | T3    | 68       | −4       | −20    | T2    |
| Christian Nilsson  | 70       | −2       | T58   | 65       | −7       | −9     | T21   | 70       | −3       | −11    | T23   | 64       | −8       | −19    | 6     |
| Danny Willett      | 70       | −2       | T58   | 66       | −6       | −8     | T30   | 69       | −3       | −11    | T23   | 65       | −7       | −18    | 7     |
| Pablo Larrazábal   | 70       | −2       | T58   | 67       | −5       | −7     | T38   | 70       | −2       | −9     | T38   | 64       | −8       | −17    | T10   |
| Richard Finch      | 69       | −3       | T44   | 67       | −5       | −8     | T30   | 71       | −1       | −9     | T38   | 64       | −8       | −17    | T10   |
| Aaron Townsend     | 68       | −4       | T26   | 66       | −6       | −10    | T14   | 69       | −3       | −14    | T6    | 69       | −3       | −17    | T10   |
| Jeev Milkha Singh  | 66       | −6       | T7    | 66       | −6       | −12    | T2    | 72       | par      | −12    | T13   | 67       | −5       | −17    | T10   |
| Gareth Maybin      | 65       | −7       | T3    | 67       | −5       | −12    | T2    | 72       | par      | −12    | T13   | 67       | −5       | −17    | T10   |
| Grégory Havret     | 66       | −6       | T7    | 66       | −6       | −12    | T2    | 68       | −4       | −16    | T3    | 70       | −2       | −18    | T7    |
| Jamie Donaldson    | 70       | −2       | T58   | 61       | −11      | −13    | 1     | 70       | −2       | −15    | 5     | 69       | −3       | −18    | T7    |
| Joost Luiten       | 66       | −6       | T7    | 67       | −5       | −11    | T9    | 71       | −1       | −12    | T13   | 68       | −4       | −16    | T15   |
| Chang-won Han      | 64       | −8       | 2     | 70       | −2       | −10    | T14   | 65       | −7       | −17    | 2     | 74       | +2       | −15    | T16   |
| Bradley Dredge     | 65       | −7       | T3    | 70       | −2       | −9     | T21   | 69       | −3       | −12    | T13   | 69       | −3       | −15    | T17   |
| Keith Horne        | 63       | −9       | 1     | 69       | −3       | −12    | T2    | 70       | −2       | −14    | T6    | 71       | −1       | −15    | T17   |
| James Morrison     | 65       | −7       | T3    | 69       | −3       | −10    | T14   | 69       | −3       | −13    | T9    | 72       | par      | −13    | T27   |
| Robert-Jan Derksen | 67       | −5       | T16   | 66       | −6       | −11    | T9    | 74       | +2       | −9     | T38   | 68       | −4       | −13    | T27   |
| Jeppe Huldahl      | 67       | −5       | T16   | 65       | −7       | −12    | T2    | 74       | +2       | −10    | T31   | 70       | −2       | −12    | T30   |
| Wen-chong Liang    | 68       | −4       | T26   | 66       | −6       | −10    | T14   | 71       | −1       | −11    | T23   | 71       | −1       | −11    | T39   |
| Steven Alker       | 66       | −6       | T7    | 67       | −5       | −11    | T9    | 71       | −1       | −12    | T13   | 74       | +2       | −10    | T43   |

| Leider |  | Toernooirecord |

## De spelers
De Koreaan Y E Yang is de hoogstgeplaatste speler van de wereldranglijst die aan het toernooi deelneemt. Hij staat nummer 37. De beste Chinese speler van dit moment is Wen-chong Liang. Hij doet voor de 7de keer aan dit toernooi mee. Hij heeft al 17 overwinningen op zijn naam staan, waaronder het Luxehills Chengdu Open in 2010. Hij kent de baan dus goed.
| Europese Tour - Fredrik Andersson Hed - John Bickerton - Richard Bland - Grégory Bourdy - Gary Boyd - Markus Brier (2007) - Rafael Cabrera Bello - Michael Campbell - Alejandro Cañizares - Christian Cévaër - Shiv Chowrasia - Nicolas Colsaerts - Rhys Davies - Robert-Jan Derksen - Stephen Dodd (2005) - Andrew Dodt - Jamie Donaldson - Nick Dougherty - Bradley Dredge - David Drysdale - Simon Dyson - Rafa Echenique - Johan Edfors - Richard Finch - Oliver Fisher - Marcus Fraser - Stephen Gallacher - Sergio Garcia - Ignacio Garrido - Todd Hamilton - Søren Hansen - Pádraig Harrington - Grégory Havret - Tetsuji Hiratsuka - Michael Hoey - Keith Horne - David Horsey - David Howell | - Jeppe Huldahl - Michael Jonzon - Anthony Kang - James Kingston - Søren Kjeldsen - Jbe' Kruger - José Manuel Lara - Pablo Larrazábal - Peter Lawrie - Danny Lee - Wen-chong Liang - Shane Lowry - Joost Luiten - Pablo Martín - Gareth Maybin - Ross McGowan - Damien McGrane (2008) - Colin Montgomerie - James Morrison - Christian Nilsson - Seung-yul Noh - Alexander Norén - John Parry - Richie Ramsay - Robert Rock - Brett Rumford - Marcel Siem - Jeev Milkha Singh (2006) - Graeme Storm - Anthony Wall - Paul Waring - Peter Whiteford - Martin Wiegele - Danny Willett - Oliver Wilson - Chris Wood - Yong-eun Yang (2010) - Fabrizio Zanotti | OneAsia Tour - Steven Alker - Stephen Allan - Scott Arnold - Doo-hwan Bang - Kurt Barnes - Anthony Brown - Mark Brown - Mitchell Brown - Ho-sung Choi - Jin-ho Choi - Kim Felton - Peter Fowler - Matthew Griffin - Cui-lin Gu - Ryan Haller - Chang-won Han - Min-kyu Han - Ronald Harvey - Michael Hendry - Soon-sang Hong - Jian Hou - Tungshu Hsieh - Wen-yi Huang - John Huh - Steve Jeffress - Steven Jones - Dae-hyun Kim - Do-hoon Kim#753 - Hyung-tae Kim - Wei-hai Kong - Myung-ho Kwon - Seong-ho Lee - Chao Li - Gui-Ming Liao - Michael Long - Andrew Martin - Matthew Millar - David Oh - Peter O'Malley - Gareth Paddison - Eun-shin Park - Terry Pilkadaris - Joon-eob Son | - Andre Stolz - Scott Strange (2009) - Dong Su - Anthony Summers - Aaron Townsend - Wei Wei - Michael Wright - Ashun Wu - Kang-chun Wu - Wei-huang Wu - Simon Yates - Hao Yuan - Wen-yi Huang - Lien-wei Zhang Sponsor uitnodiging - Nicholas Fung - Rikard Karlberg - Felipe Aguilar - Paul McGinley Via kwalificatie Mid China: - Guang-Ming Yang (杨光明) - Xin-jun Zhang (张新军) - Chang-lei Zhang (张常垒) Noord China: - Mu Hu (胡牧) - Yu Xiang Liu (刘宇翔) (AM) - Wen Tao Tua (拓文涛) Zuid China: - Tian Yuan (元天) - Fang Yi Li (李方宜) - Ding-Gen Chen (陈定根) Hong Kong: - Jack Redfern - C J Gatto - Chien-yao Hung (AM) - Chi-huang Tsai Amateurs - Hao-Tong Li - Xio-Ngyi Zhao (nationaal team) - Wei Yu Zhu |